# Amfreville-sur-Iton
Amfreville-sur-Iton je francouzská obec v departementu Eure v regionu Normandie. V roce 2010 zde žilo 772 obyvatel.

## Vývoj počtu obyvatel
Počet obyvatel 